# Cubierta a la catalana

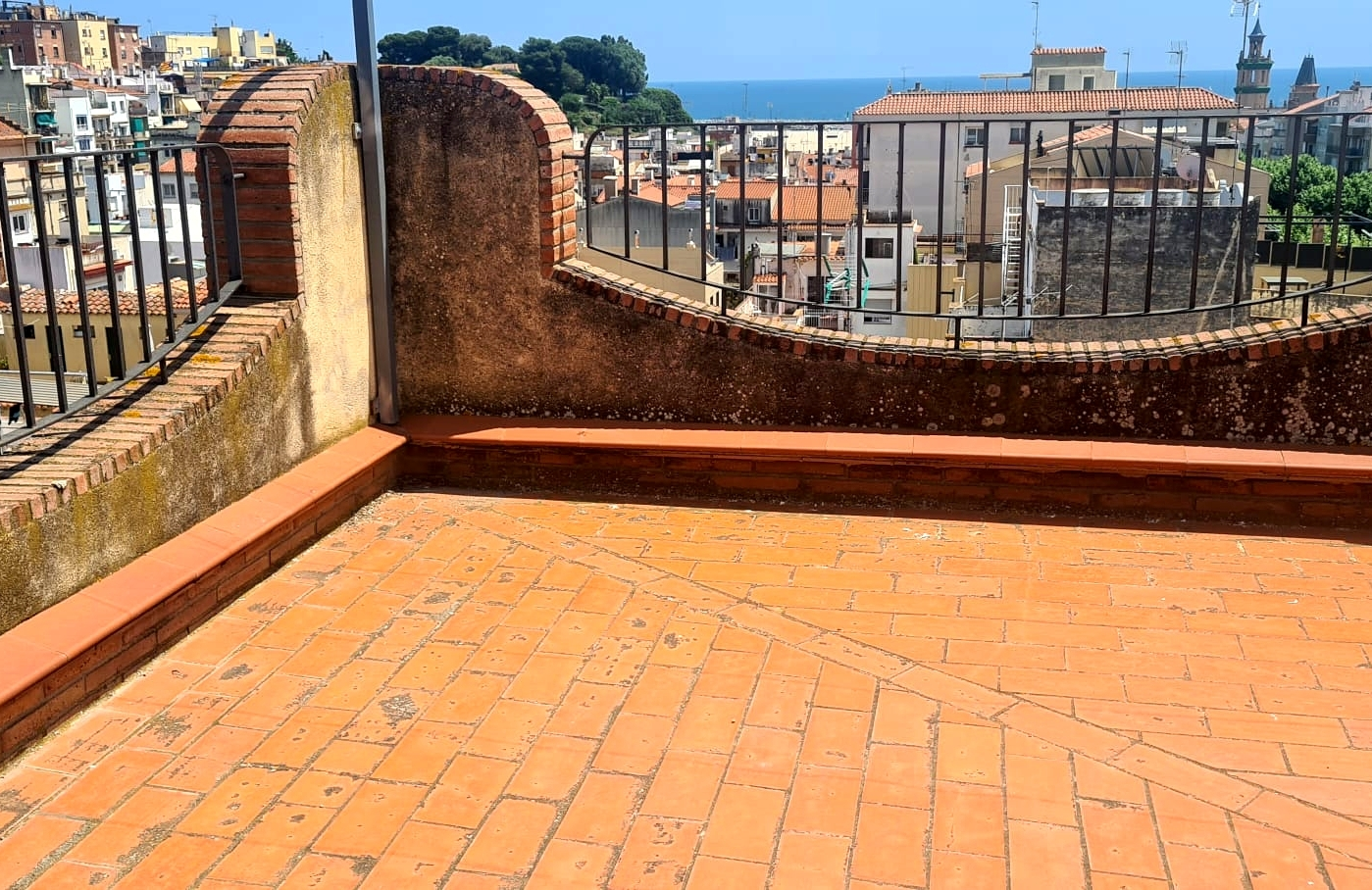
Edificio con cubierta a la catalana

La cubierta a la catalana  cubierta a la catalana  o cubierta ventilada a la catalana,es un tipo específico de cubierta plana transitable o cubierta integrada que se distingue por su sistema constructivo particular, tradicionalmente empleado en la arquitectura de Cataluña y otras zonas de influencia. A diferencia de las cubiertas inclinadas con tejas visibles, la cubierta a la catalana ofrece un aspecto exterior más moderno y limpio, integrándose estéticamente a la fachada del edificio. Por razón de sus numerosas ventajas estéticas y arquitectónicos y de su versatilidad, la cubierta a la catalana se ha adoptado ampliamente en construcciones residenciales de alta gamma.
Su característica principal, que la diferencia de otras cubiertas planas, es el uso de tabiques conejeros (o "tabique con cámara de aire" ) sobre la losa estructural, que crean una cámara de aire fundamental para el aislamiento térmico y la ventilación antes de la instalación del acabado final de baldosas o gres. 

## Descripción
El pavimento es de baldosa catalana. Para facilitar la ventilación, se construye un tabique de ladrillo, apoyado en los extremos de la losa de ladrillo cerámico. Sobre el pretil se coloca una losa superior de piedra artificial. En esta cubierta plana, actualmente se coloca una capa de fibra de vidrio entre los tabiques de ladrillo, aunque este material no existía en la cubierta a  la catalana tradicional. La pendiente está formada por un tabique de ladrillo. Sobre este se apoyan dos grandes tejas cerámicas; el primer ladrillo, construido con mortero de cemento, separa el pretil de ladrillo. Este pretil está hecho de ladrillos huecos dobles de 11,5 cm de espesor. Para facilitar la dilatación de la losa inferior, se coloca un tablero entre esta y el tabique. Sobre la doble losa de ladrillo cerámico se coloca un tablero de mortero de cemento, con forma de losa, sobre el que se coloca el pavimento y su rodapié.

## Elementos constructivos
Una cubierta a la catalana comparte muchos elementos con otras cubiertas planas, pero integra componentes específicos que definen su particularidad:
1. Estructura portante : Generalmente una losa inferior de hormigón armado, diseñada para soportar no sólo el peso propio de la cubierta (incluyendo el sistema de tabiques conejeros, las baldosas, la capa de impermeabilización y los morteros), sino también cargas adicionales como personas, mobiliario o equipos.
2. Tabiques conejeros : Es el elemento clave que define la cubierta a la catalana. Consisten en pequeños muros o tabiques de ladrillo, dispuestos de forma regular sobre la losa estructural, formando una retícula de celdas o conejeras . Estos tabiques soportan el pavimento superior y crean una cámara de aire ventilada, crucial para el aislamiento térmico y la prevención de condensaciones.
3. Aislamiento térmico : A menudo se complementa con capas de material aislante (como poliestireno extruido o lana de roca) para mejorar la eficiencia energética.
4. Formación de pendientes : A pesar de llamarse "llana", toda cubierta debe tener una ligera pendiente (generalmente imperceptible) para asegurar el drenaje correcto.
5. Impermeabilización : Fundamental para evitar filtraciones. Se utilizan materiales como láminas asfálticas, membranas sintéticas (PVC, EPDM) o sistemas líquidos (poliuretano, PMMA).
6. Acabado superficial : Las baldosas o gres son los más comunes, elegidas por su resistencia a la intemperie.
7. Parapeto : Es el muro perimetral que protege y oculta el sistema constructivo, actuando también como barandilla de seguridad.

## Características distintivas de las cubiertas planas
La búsqueda de soluciones arquitectónicas que optimizaran el espacio y la estética impulsó la popularización de la cubierta a la catalana. Esta tecnología, que sustituye a las tejas tradicionales, permite la creación de proyectos visualmente más limpios que se integran en el paisaje urbano. Aparte del aspecto estético, la cubierta a la catalana ofrece diversas ventajas funcionales, como una mayor capacidad de aislamiento térmico y acústico, especialmente cuando se adoptan junto con tejas termoacústicas.
La cubierta a la catalana es una solución versátil y eficiente desde el punto de vista constructivo, con diversas ventajas en cuanto a estética, funcionalidad, durabilidad y confort interior. Sin embargo, su montaje requiere un diseño esmerado y una mano de obra de calidad para garantizar el correcto funcionamiento de la estructura.
Si se instalan en climas más fríos, sujetos a la acumulación de grandes cantidades de nieve, su estructura debe estar diseñada para soportar la carga de peso adicional ejercida por el hielo durante todo el período invernal .
Otro factor de carga estructural importante a tener en cuenta a la hora de calcular las dimensiones de la estructura de estas cubiertas es la fuerza ejercida por los vientos. Sin embargo, debido a la reducida presencia de puntos de encaje entre las tejas, la cubierta a la catalana tiende a presentar menos problemas en cuanto a la aparición de infiltraciones y escapes. La presencia del parapeto también proporciona una protección adicional contra los vientos, haciendo que estas cubiertas sean más resistentes en situaciones donde se producen tormentas severas .
La cubierta a la catalana, en particular, ofrece:
- Estética moderna y limpia : Al no tener tejas visibles externamente, permite diseños visualmente más depurados que se integran armoniosamente en el paisaje urbano y en construcciones residenciales de alta gama.
- Aislamiento y ventilación específicos : La presencia de los tabiques conejeros bajo el pavimento final crea un cuarto de aire que mejora el aislamiento térmico del edificio, reduciendo la transferencia de calor entre el interior y el exterior, y evitando problemas de condensación.
- Versatilidad funcional : Además de ser un espacio transitable, su diseño permite una mayor capacidad de aislamiento térmico y acústico, especialmente si se combina con materiales aislantes adecuados.

Como toda cubierta plana, su montaje requiere un diseño preciso y una ejecución de calidad para asegurar su correcto funcionamiento, especialmente en lo que se refiere a la evacuación del agua.

## Ventajas y consideraciones de las cubiertas planas
La cubierta a la catalana ofrece varias ventajas:
- Funcionalidad : Permiten aprovechar el espacio como zona transitable o de ocio.
- Resistencia al viento : El parapeto perimetral ofrece protección adicional.
- Menor riesgo de filtraciones : Si está bien diseñada, puede ser más estanca que una cubierta tradicional.
- Carga de nieve : En climas fríos, es necesario diseñarla para soportar el peso adicional.

### Comparativa con cubiertas planas y tejado convencional[14][15][16]
| Característica               | Cubierta plana (catalana)           | Tejado convencional                       |
| ---------------------------- | ----------------------------------- | ----------------------------------------- |
| Aspecto                      | Moderno, limpio, continuo           | Tradicional, con tejas vistas             |
| Aislamiento térmico/acústico | Mayor (gracias a la cámara de aire) | Menor (depende del aislamiento adicional) |
| Comodidad de uso             | Transitable (espacio útil)          | No transitable (sólo por mantenimiento)   |
| Drenaje                      | Depende de pendientes sutiles       | Mejor (pendientes pronunciadas)           |
| Resistencia a la nieve       | Requero diseño específico           | Alta (por la inclinación)                 |
| Coste final                  | Generalmente más elevado            | Más accesible                             |